# ژول گسد
ژول گسد (۱۸۴۵–۱۹۲۲) سوسیالیست فرانسوی. رهبر بخش مارکسیست جنبش کارگران فرانسه بود.